# Paris-Roubaix 1976
La 74e édition de la course cycliste Paris-Roubaix a eu lieu le 11 avril 1976 et a été remportée au sprint par le Belge Marc Demeyer.
Le départ à Senlis est retardé de plus d'une heure en raison d'une manifestation des ouvriers du Livre.
Sur les 154 partants, seuls ont terminé l'épreuve 38 coureurs, dont Jean-Pierre Danguillaume à la huitième place, Raymond Poulidor se classant deuxième des Français à la treizième place dans le même temps que le neuvième, Willy Teirlinck.

## Classement final
|    | Cycliste                 | Équipe                | Temps           |
| -- | ------------------------ | --------------------- | --------------- |
| 1  | Marc Demeyer             | Flandria-Velda        | 6 h 37 min 41 s |
| 2  | Francesco Moser          | Sanson-Benotto        | + 0 s           |
| 3  | Roger De Vlaeminck       | Brooklyn              | + 0 s           |
| 4  | Hennie Kuiper            | TI-Raleigh-Campagnolo | + 0 s           |
| 5  | Walter Godefroot         | IJsboerke-Colnago     | + 1 min 36 s    |
| 6  | Eddy Merckx              | Molteni-Campagnolo    | + 1 min 36 s    |
| 7  | Jan Raas                 | TI-Raleigh-Campagnolo | + 1 min 36 s    |
| 8  | Jean-Pierre Danguillaume | Peugeot-Esso-Michelin | + 1 min 36 s    |
| 9  | Willy Teirlinck          | Gitane-Campagnolo     | + 1 min 45 s    |
| 10 | Frans Verbeeck           | IJsboerke-Colnago     | + 1 min 45 s    |

## Référence et Lien externe
1. L'Equipe, édition du lundi 12 avril 1976, titrée en une de première page, Demeyer n'a pas volé sa réussite, et en page 2, Au rendez-vous de la justice à l'en-tête d'un reportage complet de la classique par Pierre Chany.
- (en) Paris-Roubaix 1976 sur bikeraceinfo.com
- (en) [vidéo] « A Sunday in Hell », sur YouTube